# Wiktory 1991
Nagrody Wiktorów za 1991 rok

## Lista laureatów
- Maciej Orłoś
- Jacek Kuroń
- Krystyna Janda
- Stanisław Sojka
- Wiesław Walendziak
- Alicja Resich-Modlińska
- Jerzy Kryszak
- Andrzej Zaorski
- Marcin Wolski
- ks. Arkadiusz Nowak
- Jan Miodek